# 識無辺処
識無辺処（しきむへんしょ、梵: Vijñāna-anantya-āyatana、巴:  Viññāṇañcāyatana）とは、九次第定のひとつで、無色界の（下から数えて）第2天。認識作用の無辺性についての禅定の境地。識（Vijñāna; ヴィニャーナ）に果てがない（anattā; 無辺）状態へ入り込んだ（āyatana; 処）との意味。
無色界の初天である空無辺処を越えて、その空の無辺なるを厭（いと）い、心を転じて識を縁じ、識と相応し心定りて動かず、三世（過去・現在・未来）の識が悉く、定中に現じて清浄寂静なる果報をいう。外の虚空の相を厭い、内なる識を観じて、識が無辺であると達観すること。